# Sebastiano Antonio Tanara
Sebastiano Antonio Tanara, né le 10 avril 1650 à Rome, alors la capitale des États pontificaux, et mort à Rome le 5 mai 1724, est un cardinal italien de la fin du XVIIe siècle et du début du XVIIIe siècle. Il est le neveu du cardinal Gaspare Carpegna (1670).

## Biographie
Sebastiano Antonio Tanara est protonotaire apostolique et internonce en Flandre (en) de 1675 à 1687. Il est élu archevêque titulaire de Damas (de) et envoyé comme nonce à Cologne en 1687, au Portugal (en) en 1690 et en Autriche (en) en 1692.
Le pape Innocent XII le crée cardinal lors du consistoire du 12 décembre 1695. Le cardinal Tanara est abbé de Nonantola, préfet de la Congrégation de l'immunité ecclésiastique et légat apostolique à Urbino. À partir de 1721, il est doyen du Collège des cardinaux.
Tanara participe au conclave de 1700, lors duquel Clément XI est élu pape, au conclave de 1721 (élection d'Innocent XIII) et à celui de 1724 (élection de Benoît XIII). Il doit quitter ce dernier conclave à cause d'une maladie grave.

## Succession apostolique
Sebastiano Antonio Tanara a ordonné les évêques suivants :
- Évêque Bartolomeo Olivieri (it) (1696)
- Évêque Onofrio Montesoro (en) (1696)
- Évêque Scipio Carocci (en) (1696)
- Archevêque Bonaventura Poerio (en), O.F.M.Obs. (1697)
- Cardinal Gianfrancesco Barbarigo (1698)
- Évêque Alessandro Carlo Gaetano Varano (en) (1698)
- Évêque Giovanni Vincenzo de Filippi (it), O.S.M. (1698)
- Évêque Sebastiano Feoli (1698)
- Évêque Francesco Morgioni (en) (1698)
- Évêque Alessandro Roncovieri (1700)
- Évêque Anton Felice Marsili (it) (1702)
- Évêque Giovanni Francesco Maria Poggi, O.S.M. (1703)
- Évêque Alessandro Francesco Codebò (1716)
- Archevêque Giovanni Tommaso Maria Marelli (en), C.O. (1716)
- Évêque Stefano Fogliani (1717)
- Évêque Domenico Antonio Cirillo (1718)
- Évêque Domenico Maria de Liguori, C.R. (1718)
- Évêque Giovanni Battista Costantino (1718)
- Évêque Domenico Antonio Menafra (1718)
- Évêque Gioacchino Francesco Caprini (it) (1718)
- Évêque Giacomo Falconi (1718)
- Évêque Eustachio Palma (it) (1718)
- Évêque Didaco Di Pace (1718)
- Évêque Giovanni Paolo Torti Rogadei (it), O.S.B. (1718)
- Archevêque Felice Solazzo Castriotta (it) (1721)
- Archevêque Gaetano Cavalieri (1722)